# Верхній Токмак I
Ве́рхній Токма́к I — вузлова вантажно-пасажирська залізнична станція Запорізької дирекції Придніпровської залізниці на перетині ліній Верхній Токмак I — Бердянськ та Пологи — Верхній Токмак I між станціями Синя Гора (9 км), Нельгівка (22 км) та Верхній Токмак II (3 км). 
Розташована у однойменному селищі Запорізької області.

## Історія
Станція заснована 1898 року, під час будівництва залізничної гілки Чаплине — Бердянськ.

## Пасажирське сполучення
На станції Верхній Токмак І зупиняються потяги далекого сполучення та приміські потяги.
| Потяги по станції Верхній Токмак І | Потяги по станції Верхній Токмак І | Потяги по станції Верхній Токмак І |
| №                                  | Маршрут сполучення                 | Періодичність курсування           |
| Приміські                          | Приміські                          | Приміські                          |
| ---------------------------------- | ---------------------------------- | ---------------------------------- |
| 6842/6841                          | Бердянськ — Запоріжжя II           | Щоденно                            |
| 6852/6851                          | Запоріжжя I — Бердянськ            | Щоденно                            |
| 6850/6849                          | Бердянськ — Запоріжжя II           | Щоденно                            |
| 6844/6843                          | Запоріжжя II — Бердянськ           | Щоденно                            |
| Далекого сполучення                |                                    |                                    |
| 115                                | Київ — Запоріжжя — Бердянськ       | Щоденно, з 26 березня 2018         |
| 116                                | Бердянськ — Запоріжжя — Київ       | Щоденно, з 26 березня 2018         |
| Сезонні потяги                     |                                    |                                    |
| 228/227                            | Бердянськ — Київ                   | Через день, з червня по вересень   |
| 262/261                            | Бердянськ — Харків                 | Щоденно, з червня по вересень      |
| 471/551//472/552                   | Бердянськ — Дніпро / Кривий Ріг    | Через день, з червня по вересень   |